# Jurassic Coast
De Jurassic Coast (Jura-Kust) is een deel van de zuidkust van Engeland die op de werelderfgoedlijst staat. De Jurassic Coast strekt zich uit langs Het Kanaal, van Orcombe Point in de buurt van Exmouth in het oosten van Devon tot Old Harry Rocks bij Swanage in het oosten van Dorset.
Vanwege zijn unieke geologie en landvorm was deze kust in 2001 het tweede natuurwonder in het Verenigd Koninkrijk dat door UNESCO op de Werelderfgoedlijst werd geplaatst.

## Kustlijn

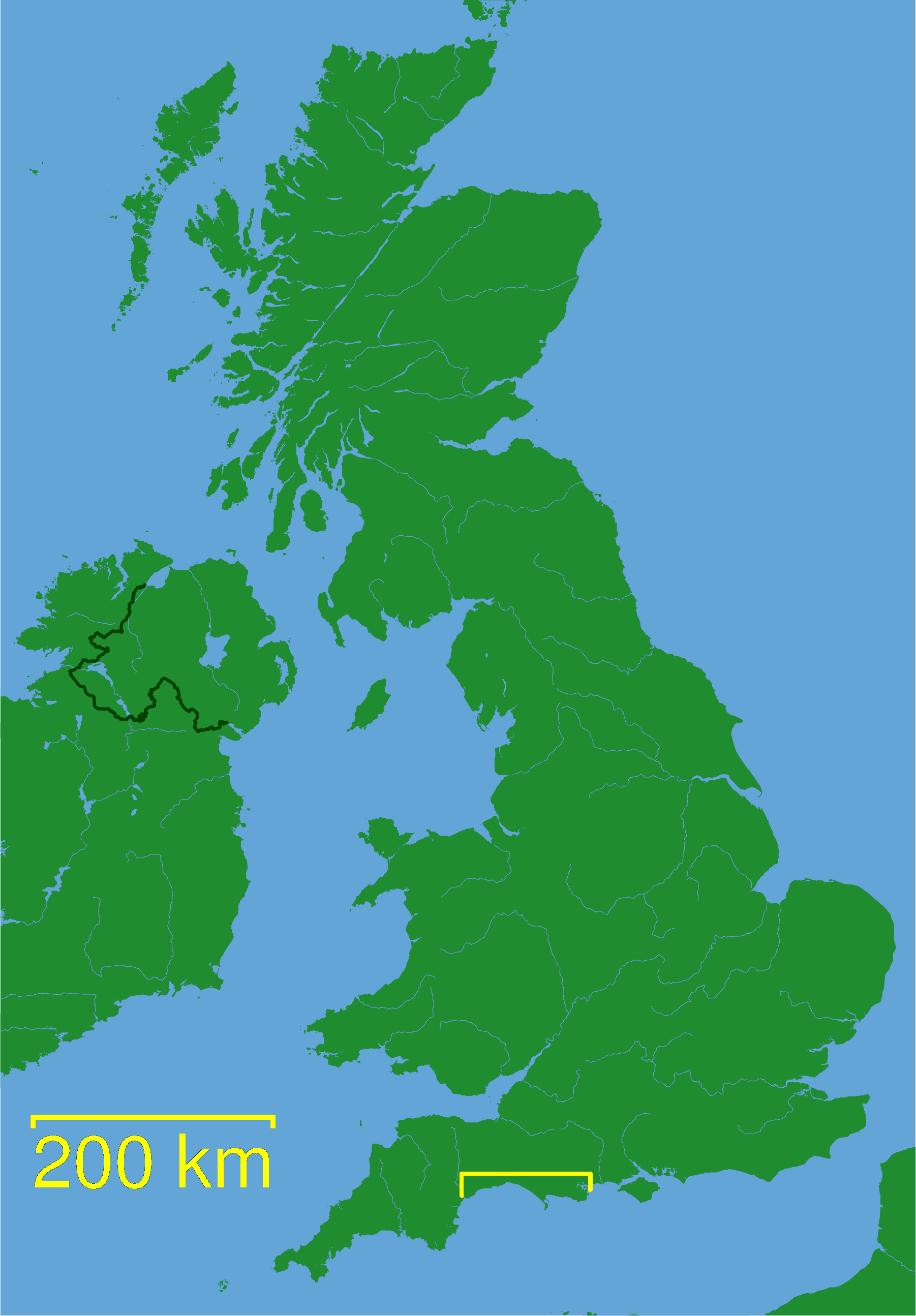
Plek in het Verenigd Koninkrijk

De Jurassic Coast bestaat grotendeels uit steile kliffen, vergelijkbaar met andere plekken langs de zuidkust van Engeland. Het hoogste punt is de Golden Cap, die 191 m boven het water uittorent.
De kust staat bloot aan kusterosie, waarbij grote stukken klif afbreken en in zee storten. De laatste keer dat zoiets gebeurde was op 6 mei 2008, toen een aardverschuiving een 400 m lang stuk klif de zee in deed schuiven. Deze aardverschuiving werd beschreven als de ergste in 100 jaar.
Delen van de kust, vooral rond Portland, zijn lastig navigeerbaar voor de scheepvaart. In de loop der geschiedenis zijn dan ook talloze schipbreuken voorgekomen. In januari 2007 verongelukte nog het containerschip MSC Napoli bij Branscombe bij Sidmouth, waarbij olie en cargo in de zee terechtkwamen.

## Geologie

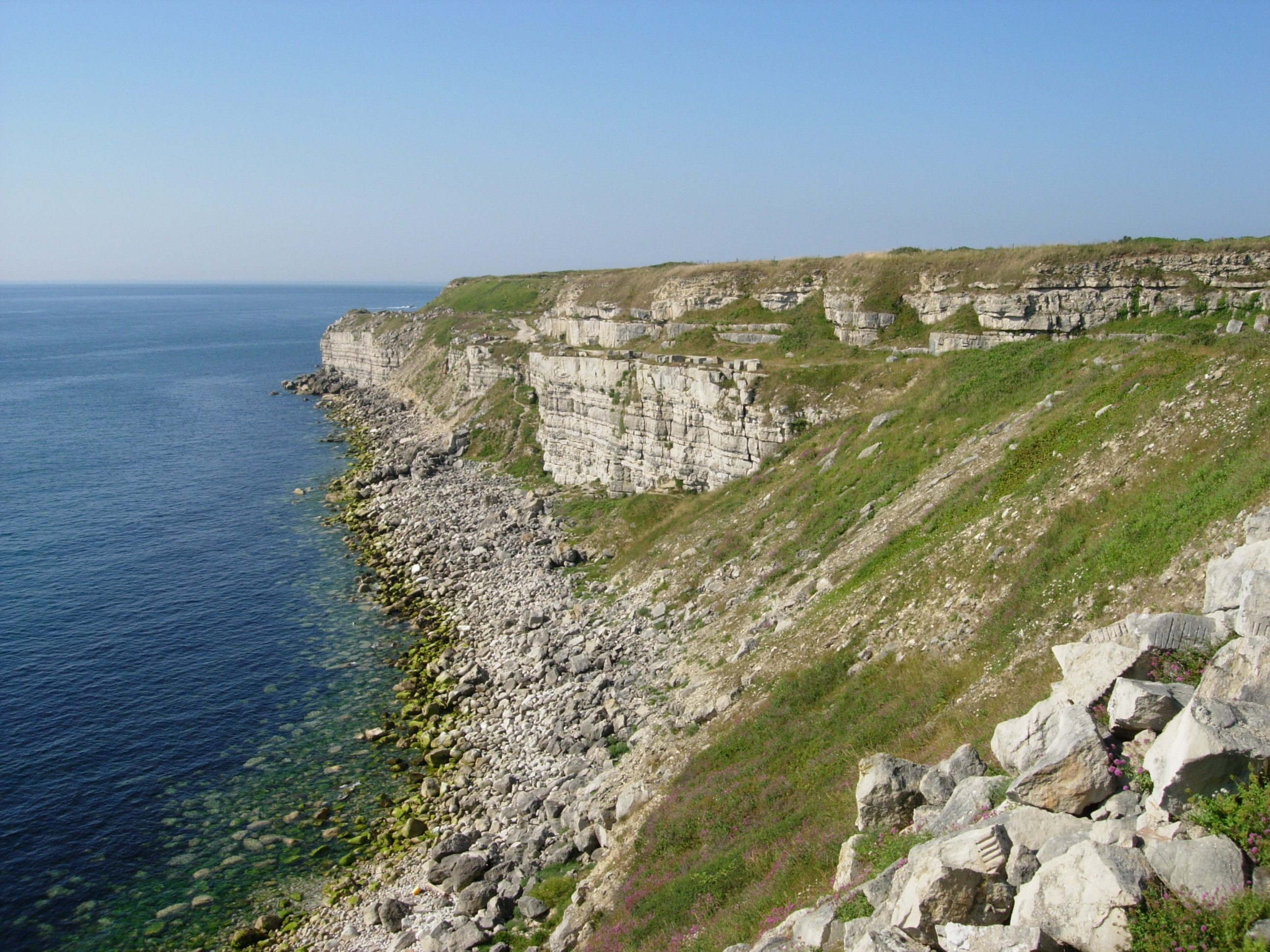
Jurassische kalksteen vormt de kust van het Isle of Portland. Het op de foto zichtbare gedeelte is afgegraven voor de winning van bouwmateriaal.

De Jurassic Coast bestaat uit kliffen, gevormd door sedimentaire gesteentelagen uit het Trias, Jura en Krijt. Ze vormen een redelijk complete stratigrafische opeenvolging die ongeveer 180 miljoen jaar van de aardse geschiedenis beslaat. De gesteenten zijn bekende vindplaatsen van Mesozoïsche fossielen, waaronder vooral zeedieren als ichthyosauriërs en plesiosauriërs, ammonieten en zee-egels. In het begin van de 19e eeuw, toen de paleontologische wetenschap nog in de kinderschoenen stond, werden hier voor het eerst nauwkeurig prehistorische zeereptielen uitgegraven en beschreven door pioniers in de paleontologie als Mary Anning en William Conybeare.
Voorbeelden van plooien in de kalksteenkliffen zijn te bewonderen bij Lulworth Cove en op het Isle of Portland.
Daarnaast zijn langs de Jurassic Coast voorbeelden van landvormen te bewonderen die typisch zijn voor kusterosie, zoals de natuurlijke brug Durdle Door en de cala Lulworth Cove bij Lulworth. Chesil Beach is een goed voorbeeld van een tombolo en een stormstrand. De Jurassic Coast heeft zowel concordante als discordante kustlijnen.

## Toerisme

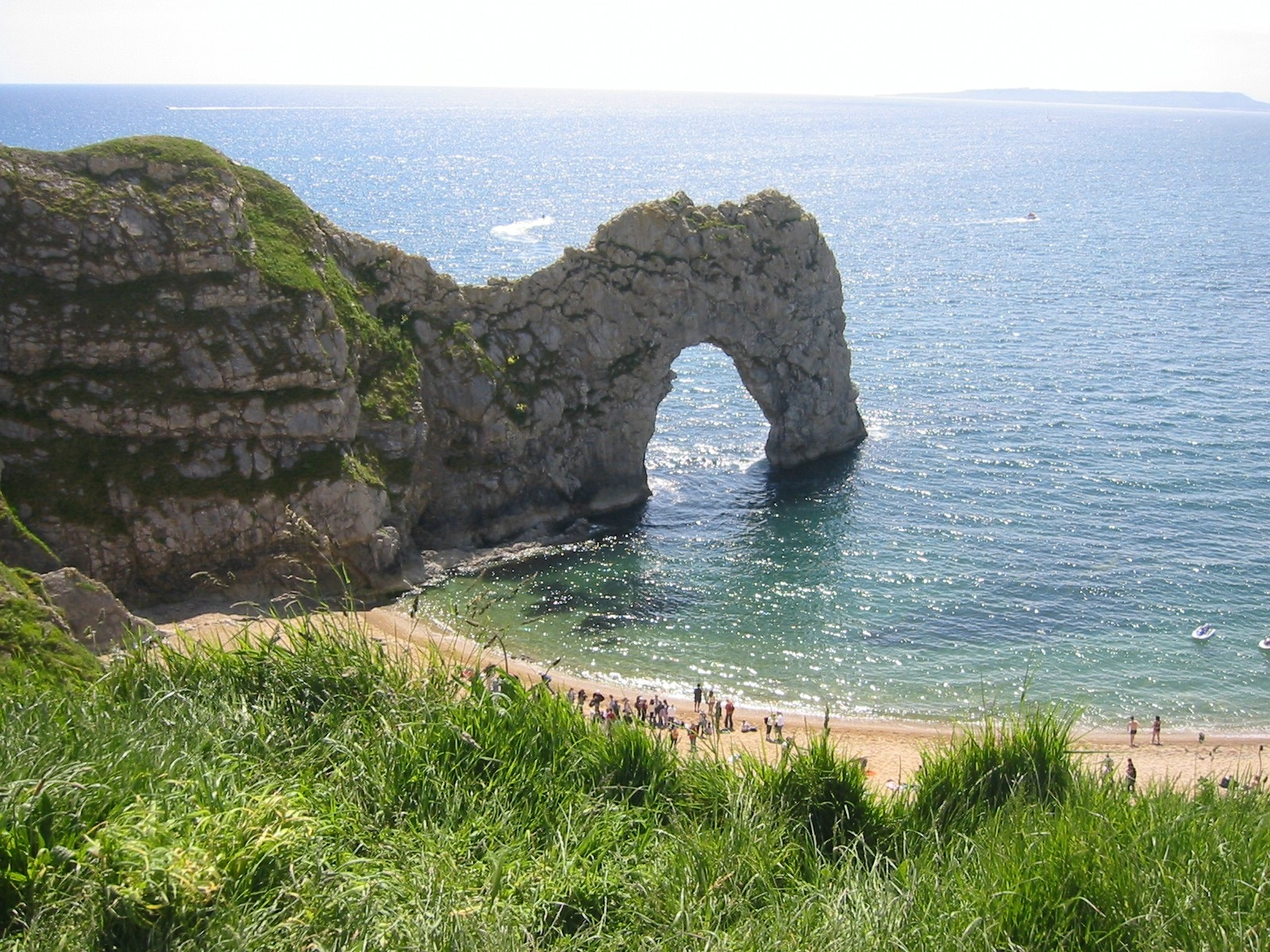
Durdle Door

De Jurassic Coast is een populaire bestemming voor toeristen. Bij West Bay en Weymouth liggen grote stranden. In Weymouth, Charmouth en West Lulworth bevinden zich bezoekerscentra waar informatie over het gebied onder het publiek verspreid wordt. Andere kustplaatsen die veel toeristen trekken zijn Abbotsbury, Bridport, Budleigh Salterton, Lyme Regis, Exmouth, Seaton, Sidmouth en Swanage.

## Militaire betekenis
Tijdens de Tweede Wereldoorlog werd de kust beheerd door het Britse ministerie van oorlogszaken. Portland Harbour was een van de grootste marinehavens van de Royal Navy, hoewel de haven na de oorlog gesloten werd. Nog steeds is er een grote legerbasis in Bovington en zijn grote delen van de kuststrook beperkt toegankelijk, zoals de kust tussen West Lulworth en Kimmeridge, waaronder Tyneham, een leegstaand spookdorpje. Delen van de kust bij Exmouth and Weymouth en het strand bij Studland zijn ook gebruikt als oefenterrein tijdens de oorlog.
- Système universitaire de documentation: 200544845
- Virtual International Authority File: 190149717538210951398